# Stade de Rocourt
Het Stade de Rocourt is een voetbalstadion gevestigd in het Belgische Rocourt, een deelgemeente van Luik. Het is de thuisbasis van voetbalclub RFC Luik. Het stadion is eigendom van de stad Luik, die het ter beschikking stelt van de voetbalclub. Het heeft een capaciteit voor 4.147 toeschouwers. 